# Carl Meist

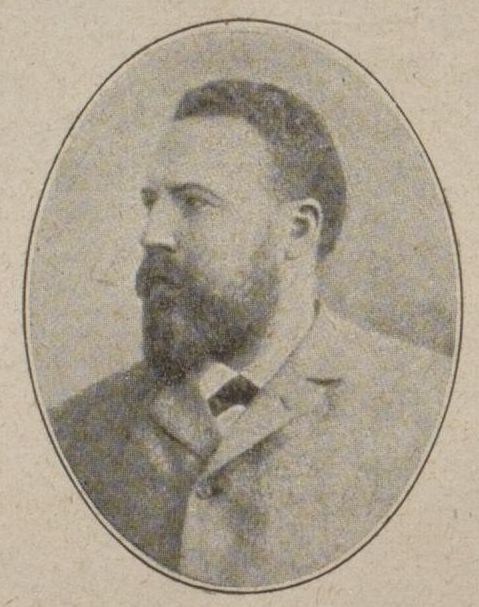
Carl Meist

Carl Julius Meist (* 12. Dezember 1856 in Deutz; † 19. Februar 1908 in Köln) war ein deutscher Gewerkschafter, Kaufmann und sozialdemokratischer Politiker.

## Leben
Nach dem Besuch der Volksschule erlernte er das Tischlerhandwerk. Seinen Militärdienst beendete er 1881 mit der Qualifikation zum Unteroffizier. Bis 1885 arbeitete er im erlernten Beruf. Bereits seit 1875 gehörte er der Sozialdemokratie an. Wegen seiner politischen Einstellung wurde er gemaßregelt. Im Jahr 1885 eröffnete er ein Tabakgeschäft, das sich mit Sitz in Köln-Ehrenfeld zum Versandhandel für Zigarren und Zigaretten entwickelte.
Er war zunächst vor allem gewerkschaftlich aktiv. 1882/83 war er Vorsitzender des Tischler-Fachvereins in Köln. Zwischen 1884 und 1886 war er Vorsitzender des zentralen Verbandsausschusses des Tischlerverbandes. Im Jahr 1885 war er auch kurzzeitig besoldeter Agitator des Tischlerverbandes. Er war lange Jahre Vorsitzender der Zentral-Kranken- und Sterbekasse der Tischler in Deutz.
Seit 1897 war er Delegierter auf zahlreichen sozialdemokratischen Parteitagen. Außerdem nahm er an den internationalen Sozialistenkongressen in Brüssel (1891), Zürich (1893), London (1896) und Paris (1900) teil. Zwischen 1893 und 1895 war er Mitglied der zentralen SPD-Kontrollkommission.
Er gehörte dem Reichstag von 1893 bis 1895 und erneut von 1903 bis 1907 an.